# William Kund
William "Bill" Kund (nascido em 30 de março de 1946) é um ex-ciclista olímpico estadunidense. Representou os Estados Unidos nos Jogos Olímpicos de Verão de 1964.